# دانلپ (کانزاس)
دانلپ (به انگلیسی: Dunlap) شهری در ایالت کانزاس کشور ایالات متحده آمریکا است که جمعیت آن در سرشماری سال ۲۰۱۰ میلادی، ۳۰ نفر بوده‌است.